# 38
| 38                 |
| ------------------ |
| Dødsfald - Fødsler |
|                    |

| Gregoriansk kalender | 38 XXXVIII              |
| Ab urbe condita      | 791                     |
| Armensk kalender     | I/T                     |
| Kinesiske kalender   | 2734 – 2735 丁酉 – 戊戌 |
| Etiopisk kalender    | 30 – 31                 |
| Jødisk kalender      | 3798 – 3799             |
| Hindukalendere       |                         |
| - Vikram Samvat      | 93 – 94                 |
| - Shaka Samvat       | N/A                     |
| - Kali Yuga          | 3139 – 3140             |
| Iransk kalender      | 584 BP – 583 BP         |
| Islamisk kalender    | 602 BH – 601 BH         |

Se også 38 (tal)